# アニ語
アニ語（Anyin、Agni、Anyi）は、コートジボワールを中心にガーナでも話されている言語である。アニ語はアカン語のひとつであり、ニジェール・コンゴ語族のクワ語群に属する言語である。アニ語は、言語学分類的にバウレ語やンゼマ語に近い関係にある。
コートジボワールでの話者数は、母語話者がおよそ610,000人、第二言語話者が10,000人から100,000人である。ガーナでの話者数はおよそ200,000人である。
アニ語の方言には以下のようなものがある。
コートジボワール:
- Abé、Ano、(Anyin) Alangua、(Anyin) Sannvin（別名: Sanvi）、Barabo、Bini、Bona、(Anyin) Juablin（別名: Djuablin）、(Anyin) Ndenye（別名: Indenie）[3]

ガーナ:
- アオウィン方言（Aowin; 別名: Anyin Aowin、Brissa、Brosa）[3]